# Братск (аэропорт)
Аэропорт Бра́тск — аэропорт Братска, расположенный в 8 км от города. Является аэропортом федерального значения и вторым в Иркутской области по пассажирообороту. Является запасным для аэропорта Иркутска.

## История
- 1956 год — аэропорт отправляет первые регулярные рейсы по маршруту Братск — Иркутск на самолёте Ан-2. Вскоре в Братск прибыли Ил-14, на которых начал выполняться рейс Братск — Иркутск — Москва. Во время строительства Братской ГЭС в начале 60-х годов старый аэродром был затоплен.
- 1967 год — открытие действующего аэродрома, начало эксплуатации самолётов Ан-12, Ан-24, Ил-18.
- 1972 год — в Братск прибыл первый самолёт Ту-104.
- 1975 год — открытие регулярных рейсов на Ту-154 в Москву.
- 1995 год — аэропорт Братск получил статус международного[3].

В период с 1984 года по 2002 год на аэродроме базировался 350-й истребительный авиационный полк ПВО 14-й отдельной армии ПВО на самолётах Ту-128 и МиГ-31.
С апреля 2017 года аэропортом владела авиакомпания ВИМ-Авиа.
В мае 2021 года аэропорт был куплен ООО «Гершвин», которое принадлежит ОК Русал.

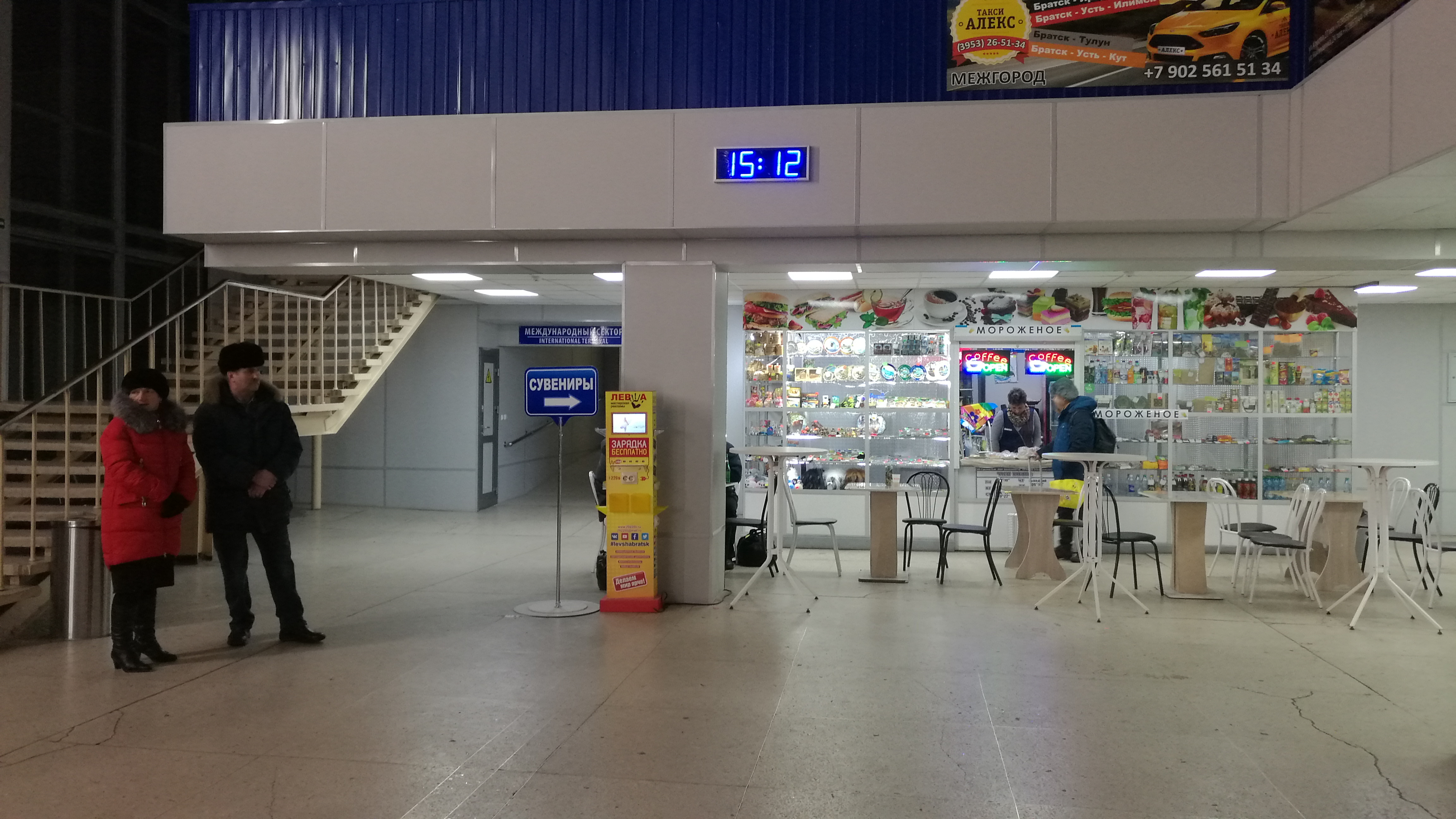
кафе в аэропорту
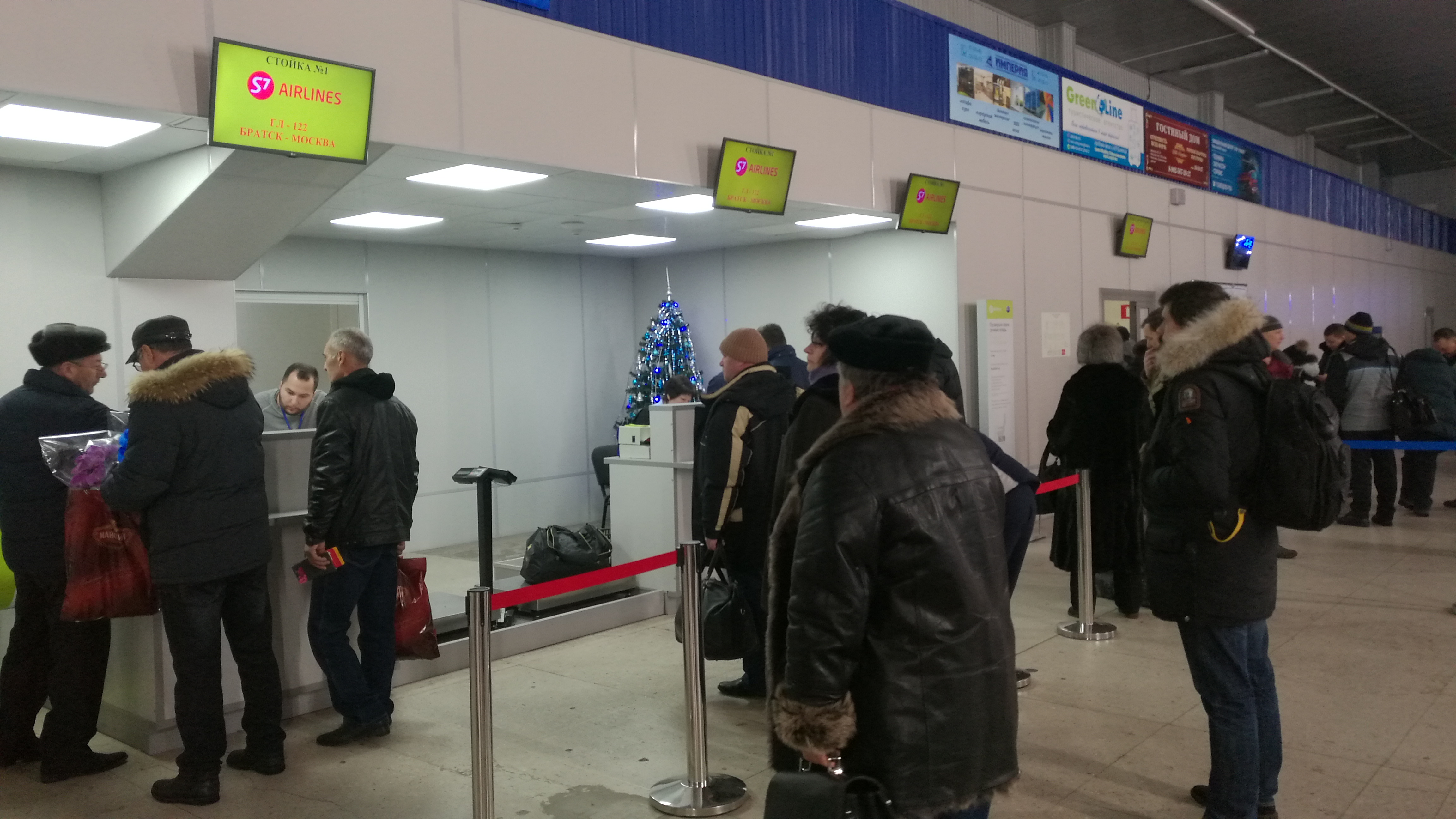
регистрация пассажиров

## Принимаемые типыВС
Взлетно-посадочная полоса позволяет принимать воздушные суда без ограничений по максимальной взлетной массе, в том числе Boeing 747, Boeing 767, Boeing 777, Ил-96.

## Показатели деятельности
| год             | 2014  | 2015  | 2016  | 2017  | 2018  | 2023 |
| тыс. пассажиров | 110,4 | 126,9 | 110,7 | 115,5 | 123,0 | 248  |

## Перспективы развития
ФГУП «Администрация гражданских аэропортов (аэродромов)», которой принадлежит летное поле, 17 июля 2019 года заявила о планах провести реконструкцию ВПП, сети рулёжных дорожек, перрона, водосточно-дренажной сети, аварийно-спасательной станции, пункта сбора противообледенительной жидкости и произвести монтаж светосигнального оборудования.
Работы должны быть выполнены до 30 ноября 2021 года. Объявленная максимальная сумма контракта (тендер) 1,167 млрд рублей. В течение 2019 года два раза объявлялись торги, которые не состоялись ввиду отсутствия поданных заявок от подрядчиков.

## Транспортное сообщение с городом
Сообщение общественным транспортом между аэропортом и городом Братском отсутствует. До 1992 года действовали четыре городских маршрута: из Центрального района, Падуна, Гидростроителя и Вихоревки (№№ маршрутов 101, 103, 110, 110а).
По состоянию на 2017 год, сообщение с городом осуществляется от остановки «Аэропорт. Поворот», расположенной на удалении трёх километров от аэропорта, междугородними автобусами «Усть-Илимск — Братск» четыре раза в сутки.

## Авиакомпании и пункты назначения
В 2022 году аэропорт Братск обслуживает три российские авиакомпании — ЮТэйр, S7 Airlines, Ангара.
Авиакомпания «Аэрофлот» получила субсидии на выполнение рейсов в 2022 году из Красноярска в Братск
Маршрутная сеть включает в себя регулярные рейсы в Москву (Домодедово), Иркутск, Новосибирск, Красноярск.
http://aerobratsk.ru/time_table.html

## Происшествия и катастрофы
| Дата, время местное | Самолёт | Авиакомпания                                                           | количество жертв / количество человек на борту | Описание |
| ------------------- | ------- | ---------------------------------------------------------------------- | ---------------------------------------------- | --- |
| 04.05.1972 23:34    | Як-40   | Братский объединённый авиаотряд                                        | 18 / 18                                        | При заходе на посадку в сложных метеоусловиях (мокрый ливневый снег, видимость 1 км, сильная болтанка, ветер с порывами 10-14 м/с) самолёт Як-40 потерпел крушение не долетев до ВПП 1,5 км. Причинами послужили: недостаточная оперативность производства наблюдений авиационной метеослужбой, принятие экипажем решения посадки ниже его метеоминимума. На борту находились 14 пассажиров и 4 члена экипажа — все погибли. |
| 19.06.1992 03:36    | Ту-154  | Первое свердловское авиапредприятие Куйбышевский объединеный авиаотряд | 1+0 / 10 0 / 0                                 | Из-за нарушений допущенных пьяным оператором ГСМ во время дозаправки рейса 2889 Владивосток — Екатеринбург произошло отсоединение наконечника и попадание керосина под давлением на выхлопной коллектор работающего двигателя насосного агрегата, на котором отсутствовали защитные панели — возник пожар в заднем отсеке топливозаправщика. Производивший заправку персонал не смог отключить двигатели и прекратить подачу топлива, которое быстро растекалось по перрону, в результате чего заправляемое и находящееся вблизи воздушное судно были объяты пламенем и сгорели. Во время дозаправки в салоне Ту-154 по разрешению командира находились 10 пассажиров, включая 5 детей — никто из них не пострадал. При взрыве топливозаправщика погиб бригадир смены водителей. |

## Происшествия с участием Братского аэропорта
- 12 мая 2017 года Boeing-787 Dreamliner, регистрационный номер JA871A, совершавший рейс NH-209 из Токио в Дюссельдорф, экстренно приземлился в этом аэропорту. Причина — утечка масла из левого двигателя. Лайнер приземлился удачно. На борту было около 330 пассажиров, из них раненых и пострадавших нет[16][17].

## Ближайшие аэропорты в других городах
- Железногорск — 149 км
- Нижнеудинск — 233 км
- Усть-Кут — 252 км
- Кодинск — 282 км
- Казачинское — 362 км
- Международный аэропорт Иркутск — 490 км
- Международный аэропорт Красноярск (Емельяново) — 570 км